# Japonia na Zimowych Igrzyskach Olimpijskich 1952
Na Zimowych Igrzyskach Olimpijskich 1952 w Oslo reprezentowało Japonię 13 sportowców (13 mężczyzn) w 10 konkurencjach. Japonia nie została zaproszona do Sankt Moritz na igrzyska w 1948 roku, z powodu roli tego kraju w czasie II wojny światowej.

## Skład kadry

### Biegi narciarskie
Mężczyźni
| Zawodnik         | Konkurencja   | czas      | Pozycja |
| ---------------- | ------------- | --------- | ------- |
| Kenichi Yamamoto | Bieg na 18 km | 1:08:49,0 | 22.     |
| Ryoichi Fujisawa | Bieg na 18 km | 1:14:41,0 | 61.     |

### Kombinacja norweska
Mężczyźni
| Zawodnik         | Konkurencja   | Bieg narciarski | Bieg narciarski | Bieg narciarski | Skoki narciarskie | Skoki narciarskie | Skoki narciarskie | Skoki narciarskie | Skoki narciarskie | Łącznie | Pozycja |
| Zawodnik         | Konkurencja   | Czas biegu      | Pozycja         | Punkty          | Skok 1            | Skok 2            | Skok 3            | Punkty            | Pozycja           | Łącznie | Pozycja |
| ---------------- | ------------- | --------------- | --------------- | --------------- | ----------------- | ----------------- | ----------------- | ----------------- | ----------------- | ------- | ------- |
| Ryoichi Fujisawa | Indywidualnie | 1:14:41,0       | 18.             | 195,333         | 61,5              | 59,5              | 63,0              | 201,00            | 10.               | 396,333 | 14.     |

### Łyżwiarstwo szybkie
Mężczyźni
| Zawodnik             | Konkurencja   | Konkurencja   | Konkurencja    | Konkurencja    | Konkurencja    | Konkurencja    | Konkurencja      | Konkurencja      |
| Zawodnik             | Bieg na 500 m | Bieg na 500 m | Bieg na 1500 m | Bieg na 1500 m | Bieg na 5000 m | Bieg na 5000 m | Bieg na 10 000 m | Bieg na 10 000 m |
| Zawodnik             | Czas          | Miejsce       | Czas           | Miejsce        | Czas           | Miejsce        | Czas             | Miejsce          |
| -------------------- | ------------- | ------------- | -------------- | -------------- | -------------- | -------------- | ---------------- | ---------------- |
| Kiyotaka Takabayashi | 44,1          | 6.            | 2:32,0         | 34.            |                |                |                  |                  |
| Masanori Aoki        | 44,8          | 12.           | 2:26,9         | 23.            |                |                |                  |                  |
| Sukenobu Kudo        | 44,9          | 15.           | 2:31,6         | 33.            |                |                |                  |                  |
| Tsuneo Sato          | 45,2          | 18.           | 2:23,9         | 11.            |                |                |                  |                  |
| Yoshiyasu Gomi       |               |               |                |                | 8:38,6         | 10.            | 17:53,0          | 14.              |
| Kazuhiko Sugawara    |               |               |                |                | 8:44,4         | 15.            | 17:34,0          | 7.               |

### Narciarstwo alpejskie
Mężczyźni
| Zawodnik         | Konkurencja              | Konkurencja              | Konkurencja   | Konkurencja   | Konkurencja         | Konkurencja         | Konkurencja      | Konkurencja      |
| Zawodnik         | Zjazd                    | Zjazd                    | Slalom gigant | Slalom gigant | Slalom specjalny    | Slalom specjalny    | Slalom specjalny | Slalom specjalny |
| Zawodnik         | Czas                     | Miejsce                  | Czas          | Miejsce       | Czas 1-go przejazdu | Czas 2-go przejazdu | Czas łączny      | Miejsce          |
| ---------------- | ------------------------ | ------------------------ | ------------- | ------------- | ------------------- | ------------------- | ---------------- | ---------------- |
| Chiharu Igaya    | 2:45,0                   | 24.                      | 2:36,1        | 20.           | 1:02,6              | 1:03,1              | 2:05,7           | 11.              |
| Hisashi Mizugami | Nie ukończył konkurencji | Nie ukończył konkurencji | 2:40,9        | 26.           | 1:12,8              | Nie awansował       | Nie awansował    | 52.              |

### Skoki narciarskie
Mężczyźni
| Skoczek           | Skok 1    | Skok 2    | Nota  | Pozycja |
| Skoczek           | odległość | odległość | Nota  | Pozycja |
| ----------------- | --------- | --------- | ----- | ------- |
| Tatsuo Watanabe   | 59,0      | 59,0      | 189,0 | 27.     |
| Ryoichi Fujisawa  | 57,5      | 55,5      | 183,5 | 34.     |
| Hiroshi Yoshizawa | 59,5      | 56,5      | 182,5 | 36.     |
| Kozo Kawashima    | 59,5      | 56,0      | 148,0 | 42.     |